# .hack//G.U.+
.hack//G.U.+ fait partie de la seconde volée du projet .hack, ou .hack//G.U..
Il s'agit d'un manga dessiné par Morita Yuzuka dont le scénario est de Hamazaki Tatsuya. Il reprend l'histoire des jeux vidéo .hack//G.U., avec néanmoins des différences en ce qui concerne le déroulement de certains faits (et même des spoilers). Comme les jeux vidéo, il reprend la suite de .hack//Roots.